# Ramin Djawadi
Ramin Djawadi (en persa: رامین جوادی) (Duisburgo, Rin-Ruhr; 19 de julio de 1974), también conocido como Ramin D, es un compositor y productor germano-iraní de música orquestal para cine y televisión. Es conocido por haber sido nominado a los Grammy por la banda sonora de la película Iron Man y también por componer la banda sonora de Pacific Rim o de las series Juego de tronos y Westworld, ambas de HBO.

## Trayectoria
Ramin es conocido por su trabajo nominado a los Grammy en Iron Man. Tras obtener la calificación de summa cum laude en el Berklee College of Music en 1998, llamó la atención de Hans Zimmer, quien le contrató para trabajar en Remote Control Productions. Tras mudarse a Los Ángeles, Djawadi fue ayudante de Klaus Badelt y compuso música para La máquina del tiempo, Basic, The Recruit y el éxito taquillero Pirates of the Caribbean: The Curse of the Black Pearl.
El 2 de febrero de 2011 se anunció que Djawadi sería el compositor de la serie Juego de tronos en sustitución de Stephen Warbeck. También compuso la banda sonora del drama policial Person of interest.
En 2016 el compositor reveló que Radiohead, Soundgarden y otras bandas de rock son un ajuste perfecto y dramático para la banda sonora de la serie de ficción ciberpunk de HBO 2016 Westworld.
Su penúltima apuesta televisiva es el nuevo drama Westworld, basada en la película de ciencia ficción de Michael Crichton 1973 Almas de metal. "El compositor germanoiraní habló sobre cómo se hace a mano la música para el show temático del Oeste, así como explicó cómo las canciones de rock funcionan bien con la serie, dijo: Creo que es un gran ajuste, al igual que con ‘Fake Plastic Trees’ [de Radiohead] incluso si sólo tomara el título 'Almas de metal', ¿qué es lo que es real? y ¿qué no lo es? se puede interpretar de muchas maneras", expresó el compositor.
A lo largo de la temporada también ha dirigido interpretaciones de canciones como “No Surprises”, de Radiohead, Soundgarden “Black Hole Sun”, The Rolling Stones “Paint It Black”, y The Cure “A Forest”.
Actualmente se encuentra trabajando en el Drama televisivo de Home Box Office (HBO), House of the dragon, serie precuela de Juego de tronos, drama en el que también se desempeñó como compositor.

## Discografía

### Películas
| Año  | Título                                 | Observaciones                    |
| ---- | -------------------------------------- | -------------------------------- |
| 2001 | Shoo Fly                               | cortometraje                     |
| 2003 | Beat the Drum                          | con Klaus Badelt                 |
| 2003 | Saving Jessica Lynch                   | telefilme                        |
| 2004 | Thunderbirds                           | con Hans Zimmer                  |
| 2004 | Blade: Trinity                         |                                  |
| 2005 | Buffalo Dreams                         | telefilme                        |
| 2005 | All the Invisible Children             | capítulo: Jonathan               |
| 2006 | Ask the Dust                           | con Heitor Pereira               |
| 2006 | Open Season                            |                                  |
| 2006 | Boog and Elliot's Midnight Bun Run     | cortometraje con Paul Westerberg |
| 2007 | Mr. Brooks                             |                                  |
| 2007 | The ChubbChubbs Save Xmas              | cortometraje                     |
| 2008 | Fly Me to the Moon                     |                                  |
| 2008 | Iron Man                               |                                  |
| 2008 | Deception                              |                                  |
| 2008 | Open Season 2                          |                                  |
| 2009 | The Unborn                             |                                  |
| 2009 | Medal of Honor                         |                                  |
| 2010 | Furia de titanes                       |                                  |
| 2010 | Sammy's Adventures: The Secret Passage |                                  |
| 2011 | Red Dawn                               |                                  |
| 2011 | Fright Night                           |                                  |
| 2011 | The Camel Wars                         |                                  |
| 2012 | Hotel Transylvania                     | con Mark Mothersbaugh            |
| 2012 | Safe House                             |                                  |
| 2012 | Medal of Honor: Warfighter             |                                  |
| 2013 | Pacific Rim                            |                                  |
| 2014 | Dracula Untold                         |                                  |
| 2016 | Warcraft: El Origen                    |                                  |
| 2018 | A Wrinkle In Time                      |                                  |
| 2018 | Slender Man                            | con Brandon Campbell             |
| 2021 | Eternals                               |                                  |
| 2022 | Reminescence                           |                                  |

### Series de televisión
| Año       | Título                                          | Episodios                  | Observaciones |
| --------- | ----------------------------------------------- | -------------------------- | ------------- |
| 2004      | The Grid                                        |                            | miniserie     |
| 2005      | Threshold                                       | Revelations (#1.8)         |               |
| 2005—2009 | Prison Break                                    |                            |               |
| 2006      | Blade: la serie                                 | Temporada 1 (12 episodios) |               |
| 2009—2010 | FlashForward                                    |                            |               |
| 2011      | Breakout Kings                                  | 13 episodios               |               |
| 2011      | Person of interest                              | 68 episodios               |               |
| 2011      | Juego de tronos                                 | 10 episodios               |               |
| 2012      | Juego de tronos Segunda Temporada               | 10 episodios               |               |
| 2013      | Juego de tronos Tercera Temporada               | 10 episodios               |               |
| 2014      | The Strain                                      | 13 episodios               |               |
| 2014      | Juego de tronos Cuarta Temporada                | 10 episodios               |               |
| 2015      | Juego de tronos Quinta Temporada                | 10 episodios               |               |
| 2016      | Juego de tronos Sexta Temporada                 | 10 episodios               |               |
| 2016      | Westworld (serie de televisión)                 | 10 episodios               |               |
| 2017      | Westworld Segunda Temporada                     | 10 episodios               |               |
| 2017      | Juego de tronos Séptima Temporada               | 7 episodios                |               |
| 2018      | Jack Ryan Primera Temporada                     | 8 episodios                |               |
| 2019      | Juego de tronos Octava Temporada                | 6 episodios                |               |
| 2019      | Jack Ryan Segunda Temporada                     | 8 episodios                |               |
| 2020      | Westworld Tercera Temporada                     | 8 episodios                |               |
| 2022      | Jack Ryan Tercera Temporada                     | 8 episodios                |               |
| 2022      | La casa del dragón Primera Temporada            | 10 episodios               |               |
| 2023      | Jack Ryan Cuarta Temporada (Temporada Final)    | 6 episodios                |               |
| 2024      | Fallout Primera Temporada (serie de televisión) | 8 episodios                |               |
| 2025      | Win or Lose                                     | 8 episodios                |               |

### Videojuegos
| Year | Title                     | Notes                                                              |
| ---- | ------------------------- | ------------------------------------------------------------------ |
| 1999 | System Shock 2            | (con Josh Randall y Eric Brosius) Acreditado como Audio Technician |
| 2010 | Medal of Honor            |                                                                    |
| 2011 | Shift 2: Unleashed        |                                                                    |
| 2012 | Medal of Honor Warfighter |                                                                    |
| 2012 | Game of Thrones           |                                                                    |
| 2019 |                           |                                                                    |